# József Viola
Dans le nom hongrois Viola József, le nom de famille précède le prénom, mais cet article utilise l’ordre habituel en français József Viola, où le prénom précède le nom.
Pour les articles homonymes, voir Viola.
József Viola, né le 10 juin 1896 à Komárom en Autriche-Hongrie (aujourd'hui en Hongrie) et mort le 18 août 1949 à Bologne en Italie, connu aussi sous le nom de Viola József en hongrois ou encore de Giuseppe Viola en italien, est un footballeur international puis entraîneur hongrois, qui jouait au poste de milieu de terrain.

## Biographie

### Joueur
Viola commence sa carrière en 1919 dans un club local de Budapest appelé le Törekvés SE, qui deviendra au fil des années un grand club sur la scène austro-hongroise. 
C'est en 1920 qu'il dispute sa première et unique sélection avec l'équipe de Hongrie.
L'année suivante, il rejoint le club du RSV Berlin, en Allemagne, puis en 1922 le CS Firenze (ancêtre de la Fiorentina).
En 1925, il part dans le Piémont pour intégrer la Juventus (où il joue son premier match le 12 octobre 1924 lors d'un succès 2-1 contre SPAL, match au cours duquel il inscrivit un but), club où il sera par la suite l'entraîneur-joueur jusqu'en 1928 (devenant le deuxième entraîneur de l'histoire du club après le hongrois Jenő Károly). Il évolue ensuite à l'AS Ambrosiana (ancêtre de l'Inter Milan), puis retourne à la Juve entre 1929 et 1930, (jouant son dernier match pour les bianconeri le 27 avril 1930 au cours d'une victoire 2-0 sur le Torino lors du Derby della Mole), avant de rejoindre l'Atalanta Bergame.

### Entraîneur
Après sa retraite en 1932, il devient entraîneur de quelques clubs italiens dont les plus connus sont le Milan AC, la Lazio de Rome, Bologne FC ou encore l'AS Livourne Calcio.

## Palmarès
Juventus
- Championnat d'Italie (1) :
  - Champion : 1925-26.